# Étoile du Sud de Foumbouni
Maillots
L'Étoile du Sud de Foumbouni (en arabe : نجمة الجنوب فومبوني), plus couramment abrégé en Étoile du Sud, est un club comorien de football basé à Foumbouni sur l'île de Grande Comore.

## Palmarès
| Compétitions nationales                                          | Compétitions régionales                                    |
| ---------------------------------------------------------------- | ---------------------------------------------------------- |
| - Championnat des Comores (2) : - Champion : 1990-91 et 1991-92. | - Championnat de Grande Comore (1) : - Champion : 1991-92. |